# Grandvilliers (Oise)
Pour l’article homonyme, voir Grandvilliers (Eure).
Grandvilliers  est une commune française située dans le département de l'Oise, en région Hauts-de-France.

## Géographie

### Description

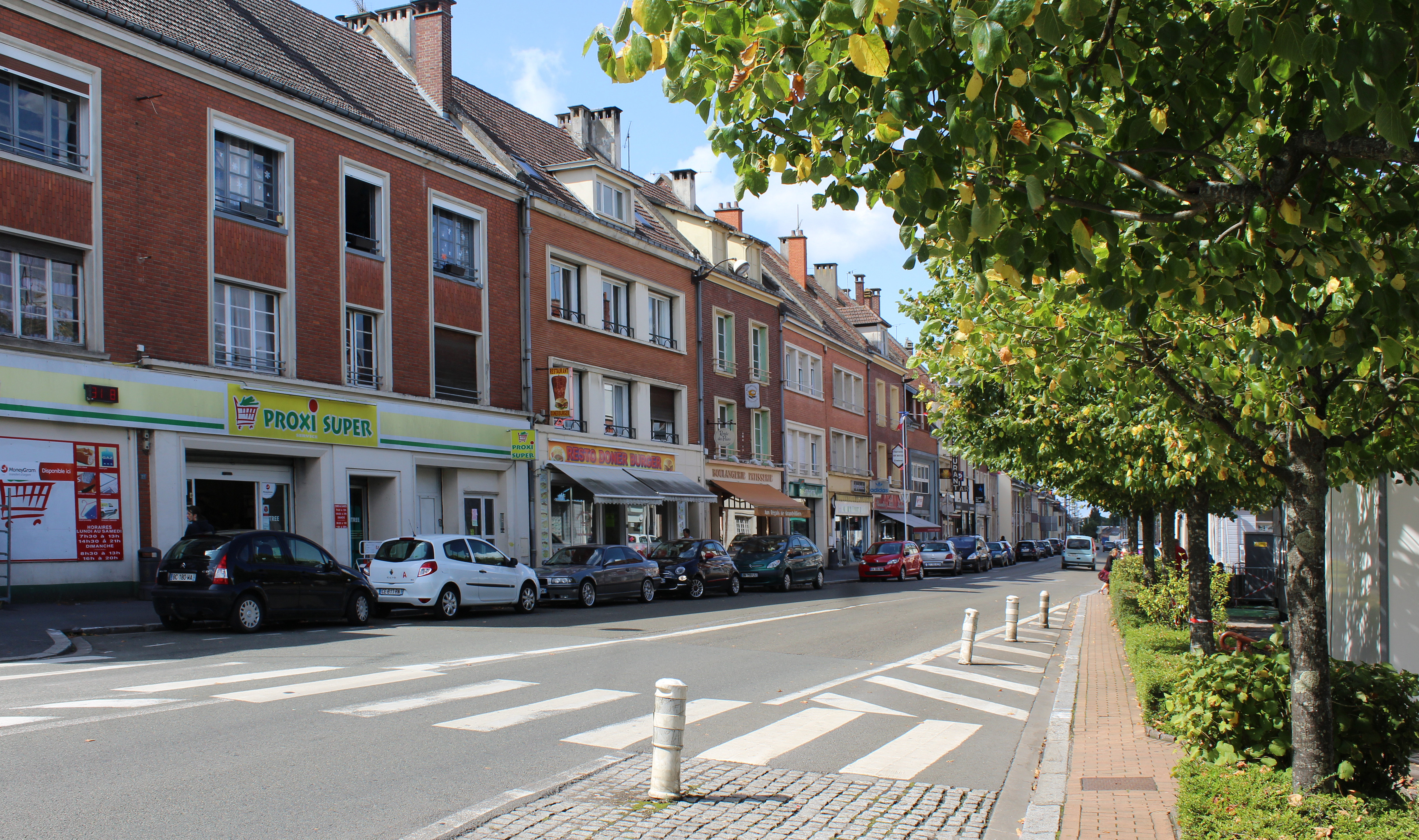
La rue Frédéric-Petit en 2017.

Grandvilliers est un bourg rural du Plateau picard, situé au nord-ouest du département de l'Oise, à 28 kilomètres au nord de Beauvais, 100 km au nord de Paris et 40 km au sud-ouest d'Amiens.
La commune est située sur l'ancien itinéraire de la route nationale 1 (actuelle RD 901).

### Communes limitrophes
Les communes limitrophes sont  Briot, Brombos, Cempuis, Dargies, Halloy, Sarcus, Sarnois et Sommereux.
| Sarcus  | Sarnois       | Dargies   |
|         | Grandvilliers | Sommereux |
| Brombos | Briot Halloy  | Cempuis   |

### Hydrographie
La commune est traversée par la ligne de partage des eaux entre les bassins hydrographiques Artois-Picardie et Seine-Normandie. Elle n'est drainée par aucun cours d'eau.
Un étang communal est aménagé à la sortie nord du bourg, fréquenté par les pêcheurs.

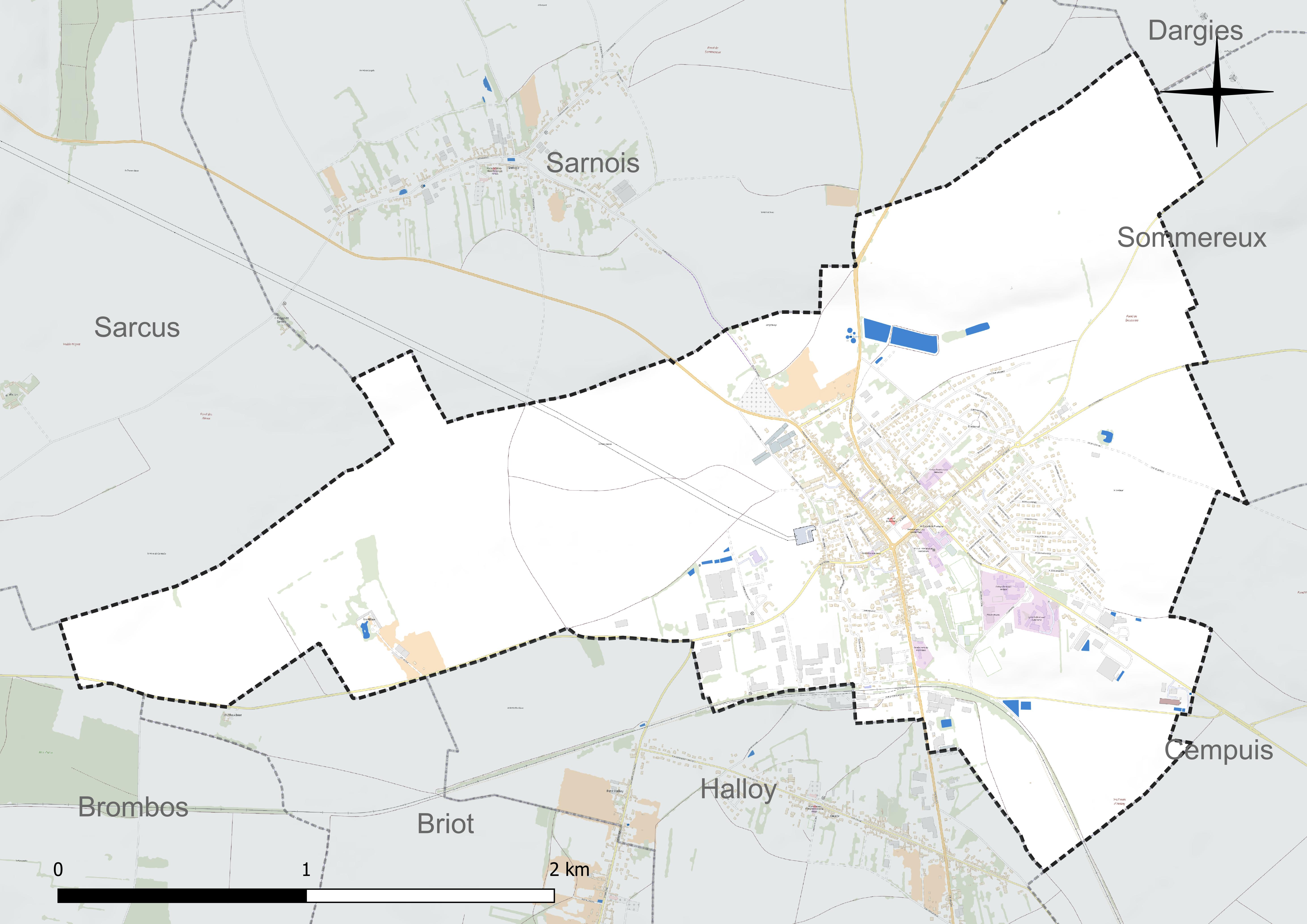
Réseau hydrographique de Grandvilliers.

### Climat
Pour des articles plus généraux, voir Climat des Hauts-de-France et Climat de l'Oise.
En 2010, le climat de la commune est de type climat océanique dégradé des plaines du Centre et du Nord, selon une étude du CNRS s'appuyant sur une série de données couvrant la période 1971-2000. En 2020, Météo-France publie une typologie des climats de la France métropolitaine dans laquelle la commune est exposée à un climat océanique et est dans la région climatique Côtes de la Manche orientale, caractérisée par un faible ensoleillement (1 550 h/an) ; forte humidité de l'air (plus de 20 h/jour avec humidité relative > 80 % en hiver), vents forts fréquents.
Pour la période 1971-2000, la température annuelle moyenne est de 9,7 °C, avec une amplitude thermique annuelle de 13,9 °C. Le cumul annuel moyen de précipitations est de 827 mm, avec 12,4 jours de précipitations en janvier et 8,4 jours en juillet. Pour la période 1991-2020, la température moyenne annuelle observée sur la station météorologique la plus proche, située sur la commune de Saint-Arnoult à 9 km à vol d'oiseau, est de 10,4 °C et le cumul annuel moyen de précipitations est de 797,2 mm,. Pour l'avenir, les paramètres climatiques de la commune estimés pour 2050 selon différents scénarios d'émission de gaz à effet de serre sont consultables sur un site dédié publié par Météo-France en novembre 2022.

## Urbanisme

### Typologie
Au 1er janvier 2024, Grandvilliers est catégorisée bourg rural, selon la nouvelle grille communale de densité à sept niveaux définie par l'Insee en 2022.
Elle appartient à l'unité urbaine de Grandvilliers, une agglomération intra-départementale regroupant trois  communes, dont elle est ville-centre,,. Par ailleurs la commune fait partie de l'aire d'attraction de Beauvais, dont elle est une commune de la couronne,. Cette aire, qui regroupe 162 communes, est catégorisée dans les aires de 50 000 à moins de 200 000 habitants,.

### Occupation des sols

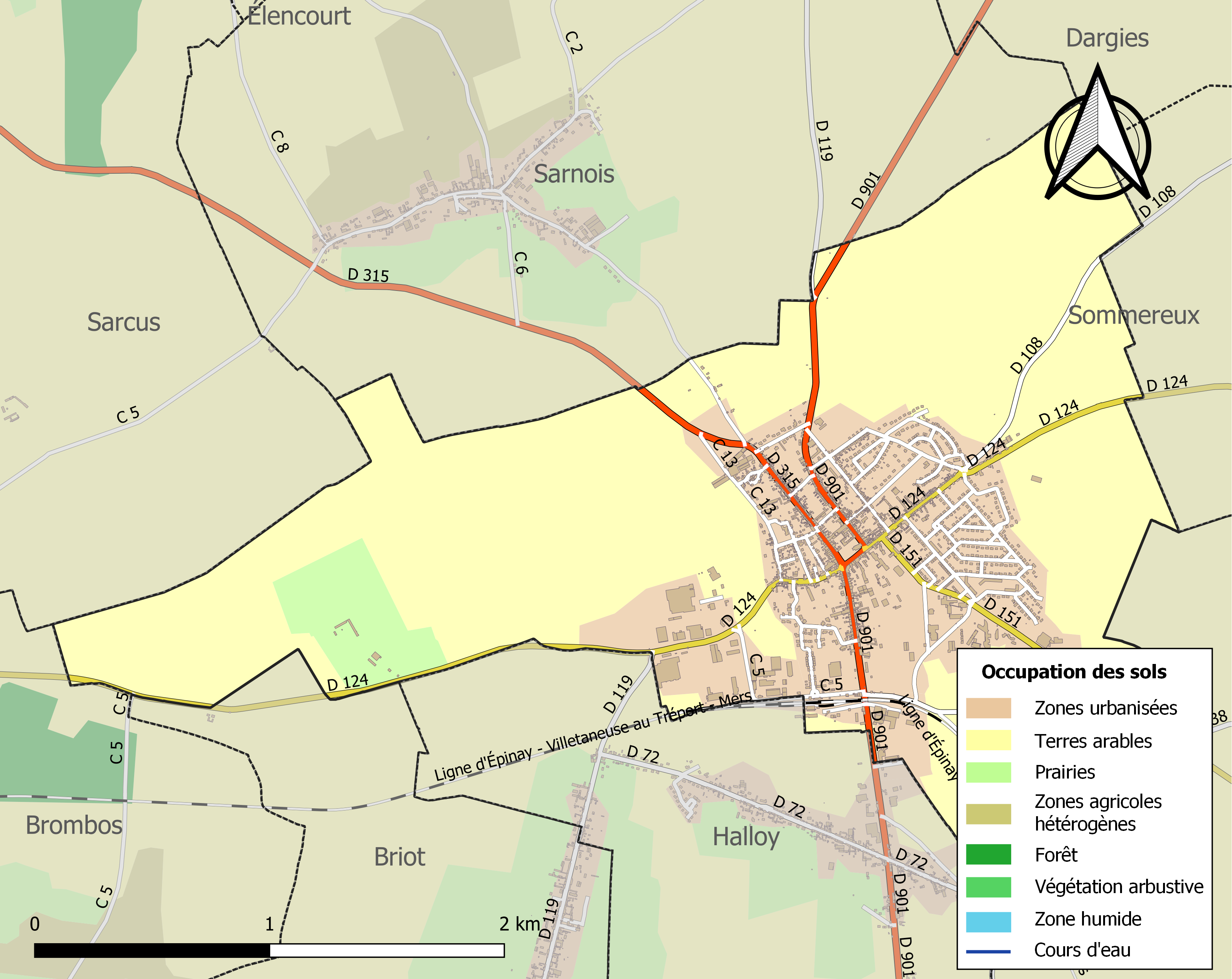
Carte des infrastructures et de l'occupation des sols de la commune en 2018 (CLC).

L'occupation des sols de la commune, telle qu'elle ressort de la base de données européenne d'occupation biophysique des sols Corine Land Cover (CLC), est marquée par l'importance des territoires agricoles (73,8 % en 2018), en diminution par rapport à 1990 (82,6 %). La répartition détaillée en 2018 est la suivante : 
terres arables (70 %), zones urbanisées (20,2 %), zones industrielles ou commerciales et réseaux de communication (6 %), prairies (3,8 %). L'évolution de l'occupation des sols de la commune et de ses infrastructures peut être observée sur les différentes représentations cartographiques du territoire : la carte de Cassini (XVIIIe siècle), la carte d'état-major (1820-1866) et les cartes ou photos aériennes de l'IGN pour la période actuelle (1950 à aujourd'hui).

### Habitat et logement
En 2018, le nombre total de logements dans la commune était de 1 469, alors qu'il était de 1 425 en 2013 et de 1 396 en 2008.
Parmi ces logements, 87,9 % étaient des résidences principales, 1,1 % des résidences secondaires et 11 % des logements vacants. Ces logements étaient pour 64,9 % d'entre eux des maisons individuelles et pour 35 % des appartements.
Le tableau ci-dessous présente la typologie des logements à Grandvilliers en 2018 en comparaison avec celle de l'Oise et de la France entière. Une caractéristique marquante du parc de logements est ainsi une proportion de résidences secondaires et logements occasionnels (1,1 %) inférieure à celle du département (2,5 %) et  à celle de la France entière (9,7 %). Concernant le statut d'occupation de ces logements, 43 % des habitants de la commune sont propriétaires de leur logement (44 % en 2013), contre 61,4 % pour l'Oise et 57,5 % pour la France entière.
| Typologie                                               | Grandvilliers | Oise | France entière |
| ------------------------------------------------------- | ------------- | ---- | -------------- |
| Résidences principales (en %)                           | 87,9          | 90,4 | 82,1           |
| Résidences secondaires et logements occasionnels (en %) | 1,1           | 2,5  | 9,7            |
| Logements vacants (en %)                                | 11            | 7,1  | 8,2            |

### Voies de communication et transports
La commune est desservie par la gare de Grandvilliers, sur la ligne de Beauvais au Tréport-Mers (réseau TER Hauts-de-France), située au sud du bourg.
Grandvilliers est desservie, en 2023, par les lignes 625, 6103, 6113, 6124 et 6152 du réseau interurbain de l'Oise et par la ligne 733 du réseau Trans'80.

## Toponymie
Le nom de la localité est attesté sous les formes Granviler (1090) ; de Grandi villari (1157) ; Grande villaris (1159) ; Grandi villare (1163) ; Radulfus de Grandivillare (1163) ; Grantvileir (1175) ; Grenvilier (1175) ; Grandis villaris (1190) ; Grandum villare (1201) ; territorium de Granvillari (1212) ; apud Granvillare (1212) ; Grandvillare (1212) ; Grandvillaris (1214) ; Granviler (1307) ; Grandvillier (1358) ; Grantviller (1373) ; Granviller (1397) ; Grandviler (XVe) ; Grandvillers (XVe) ; Grand viller (1530) ; Grandvilliers (XIXe).
Du bas latin Grande- et villare (« grand domaine »).
En picard, le nom de la commune est Granviyé.

## Histoire

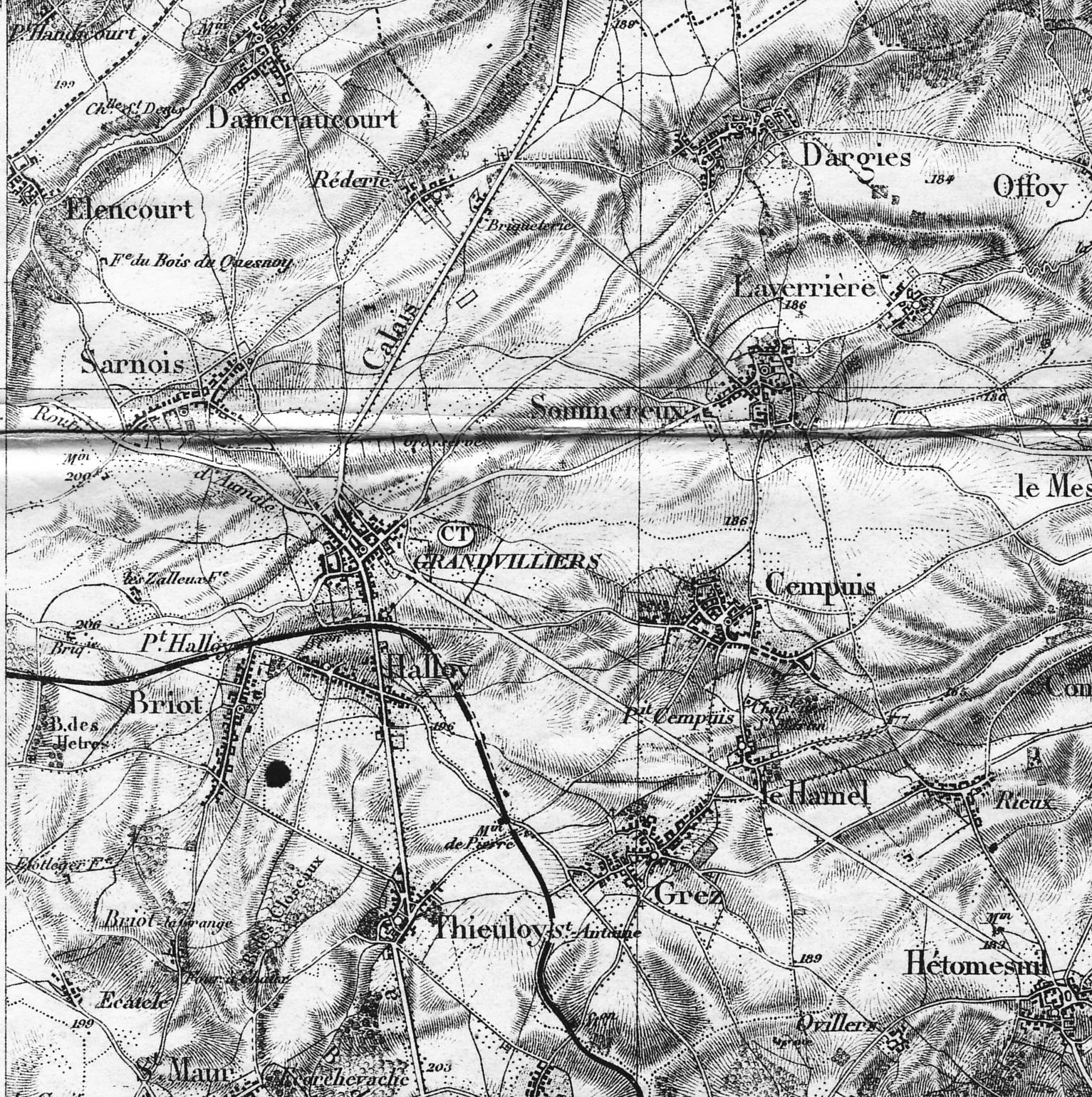
Grandvilliers et ses environs en 1885.

### Moyen Âge
- Au XIIe siècle, l'abbé de Saint-Lucien de Beauvais, Évrard de Monchy, crée Grandvilliers.
- En août 1346, Édouard III d'Angleterre loge à Grandvilliers, en route pour la bataille de Crécy.

### Temps modernes
Un grand incendie dévaste le bourg le 2 septembre 1680, et le détruit presque entièrement. Huit cents chaumières sont brûlées, l'église dévastée, dont il ne resta que le portail sud (classé monument historique).

### Révolution française et Empire
Grandvilliers est chef-lieu de district de 1790 à 1795.

### Époque contemporaine

Grandvilliers au tout début du XXe siècle
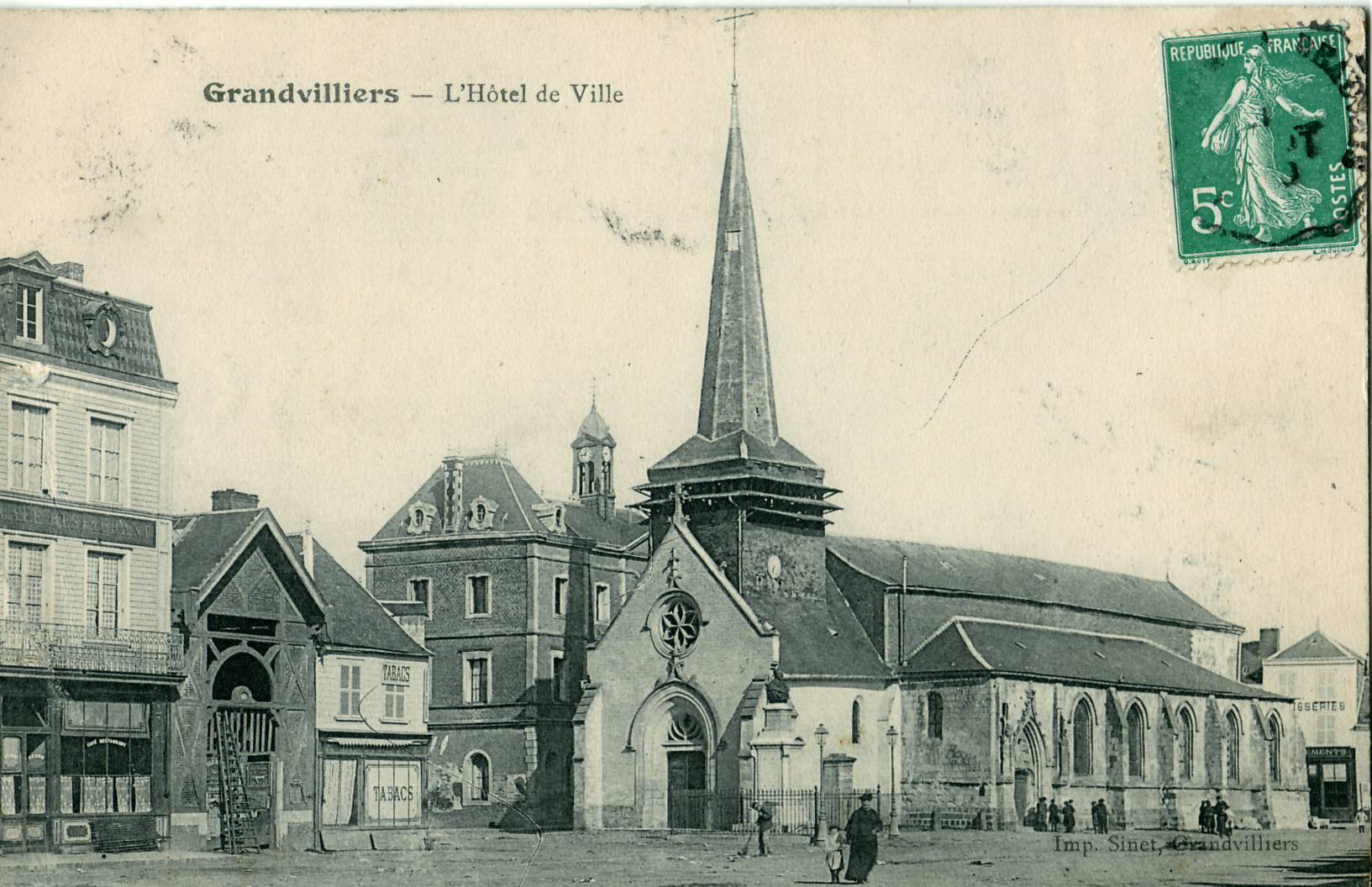
Grandvilliers avant la Première Guerre mondiale.
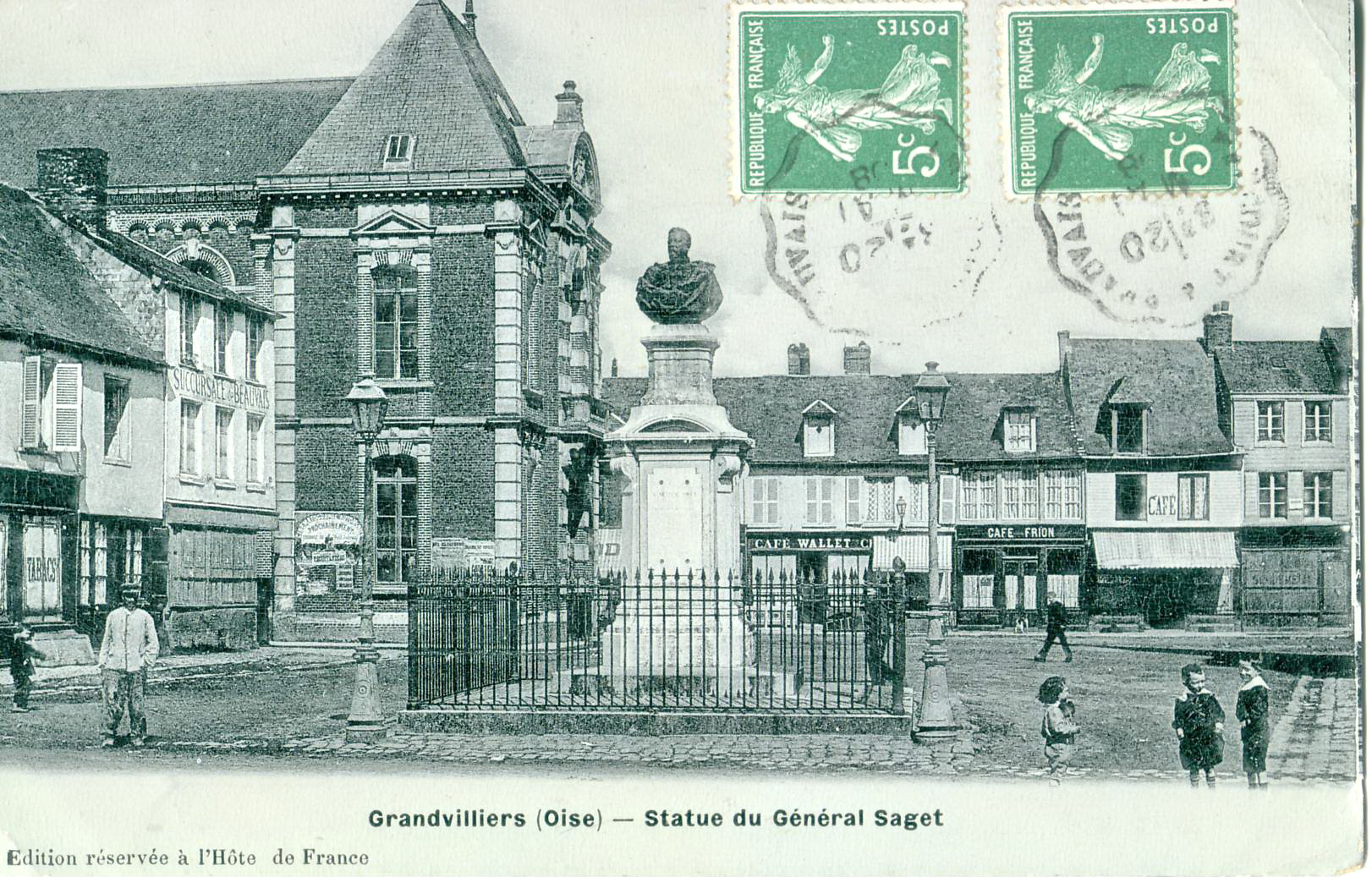
La place Barbier, avant la Première Guerre mondiale. Au premier plan, la statue du général Saget, édifiée sur les plans de Charles Garnier par M. Grauck le 18 août 1878.
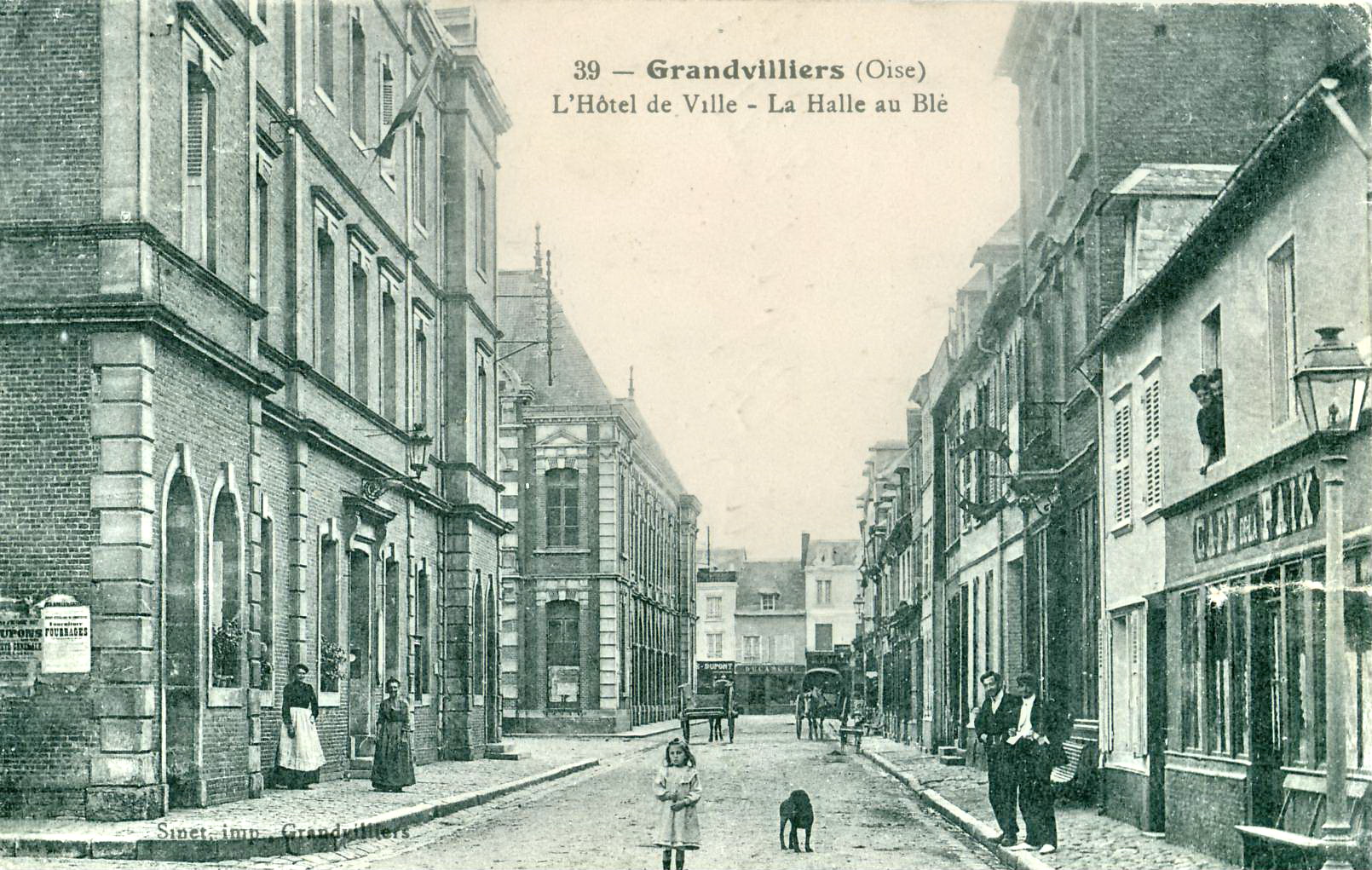
Grandvilliers, avant les destructions de la Seconde Guerre mondiale.
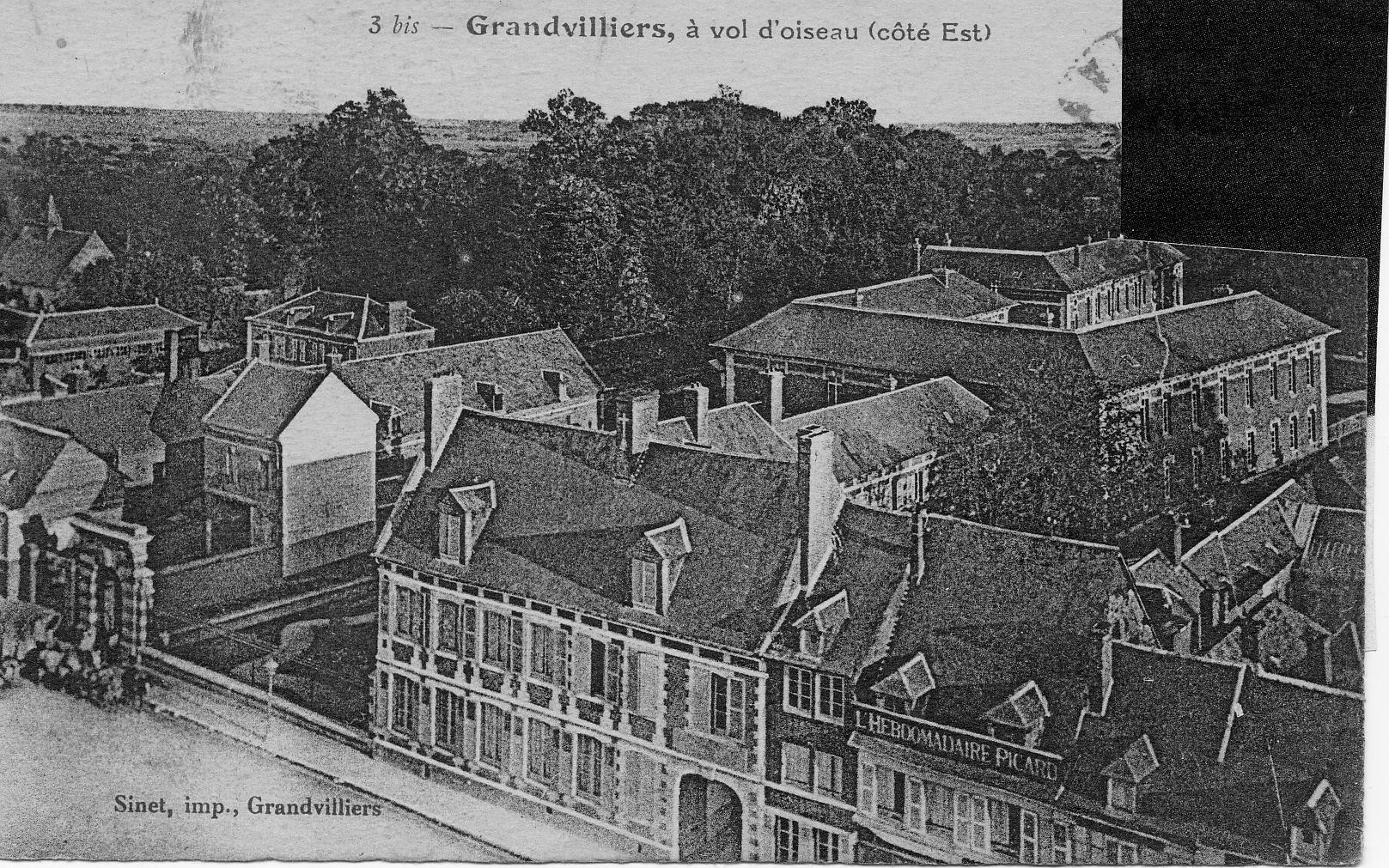
Vue aérienne vers l'est

Grandvilliers est le centre de grandes manœuvres de l'armée en 1910 sous la direction général Michel. Les dirigeables Clément-Bayard, Liberté et des avions y évoluèrent, avec un terrain d'atterrissage à Briot. Des pionniers de l'aviation, comme Hubert Latham, y prirent part. Le président Armand Fallières se rendit à Grandvilliers pour ces manœuvres, honoré d'un arc de triomphe et qu'une plaque commémorative, rescapée de l'incendie de 1940, rappelle.

Les Grandes manœuvres de 1910
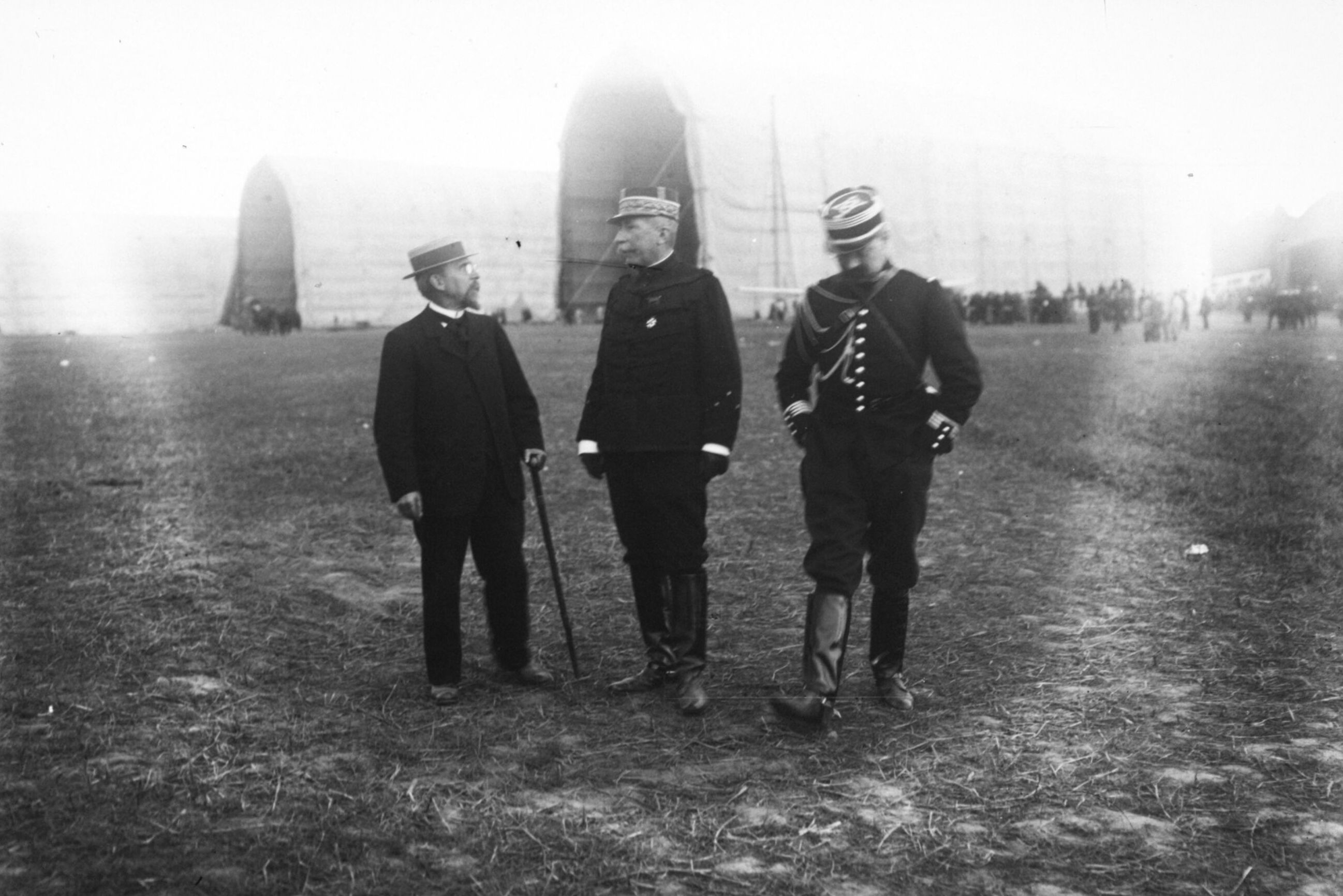
Le général Michel et deux autres officiers français.
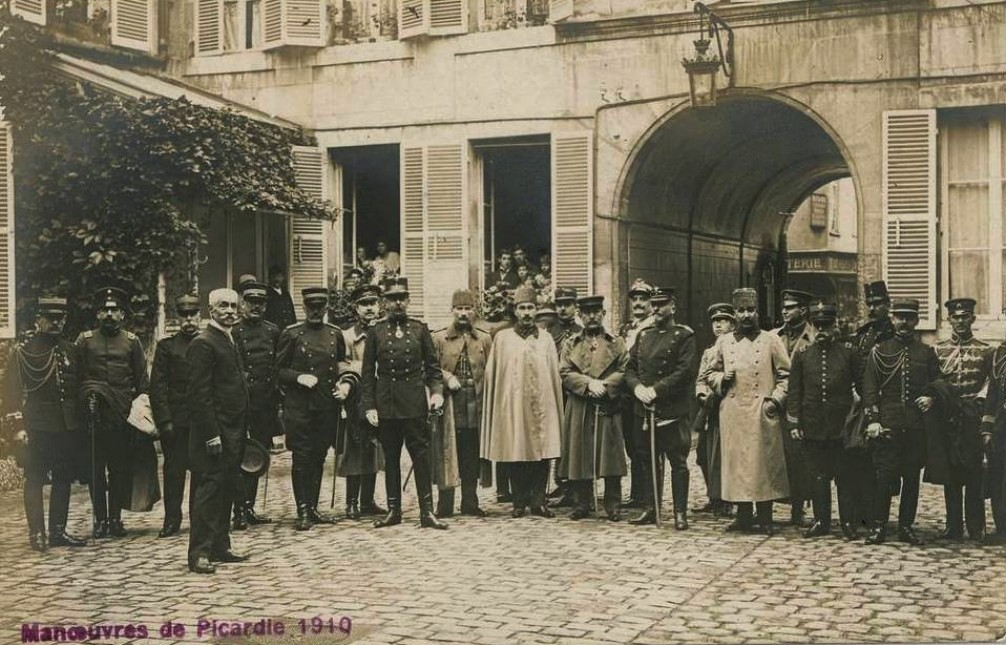
Un groupe d'officiers français, de l'Empire allemand, d'Autriche-Hongrie, de l'Empire ottoman, du Royaume-Uni de Grande-Bretagne et d'Irlande, de l'empire du Japon, de l'Empire russe, etc. venu observer les grandes manœuvres.
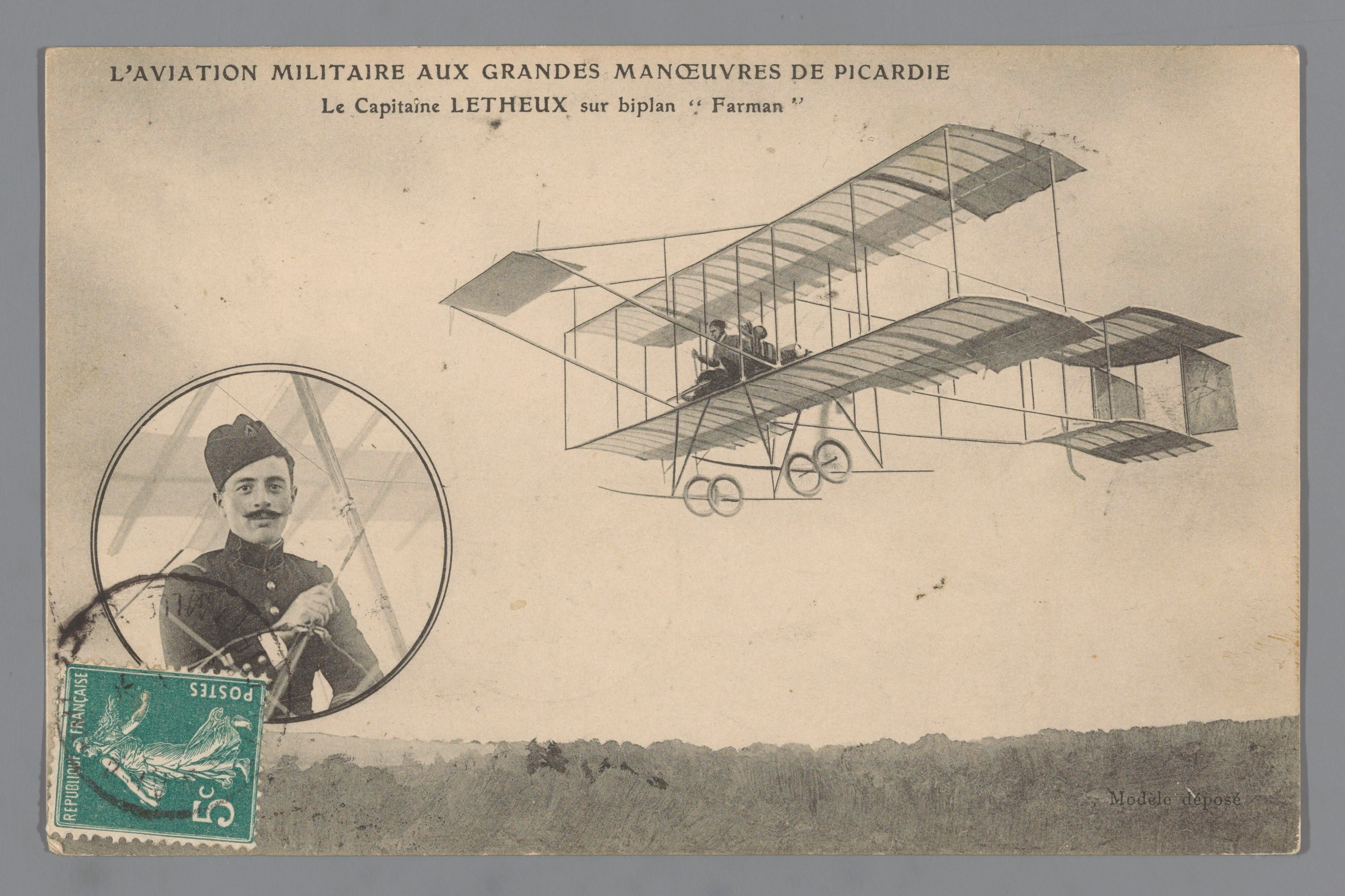
Le Capitaine Letheux sur biplan Farman.

Lors de la Première Guerre mondiale, la commune est située à l'arrière du front, et sa gare sert au déplacement des troupes et des matériels ainsi qu'à l'évacuation des malades et prisonniers.
Un aérodrome militaire est aménagé en 1918 à la limite de Sommereux, sensiblement à l'emplacement des éoliennes actuelles. Il accueille début avril les 5e et 141e escadrilles, équipées de Sopwith, la 207e équipée de Breguet 16, sans doute dans le cadre de la Bataille d'Amiens. À la fin du même mois, le terrain voit passer la 237e escadrille équipée de Sopwith 1½ Strutter puis de Breguet 16, la 286e équipée de SPAD S.XVI, la 21e équipée de 10 Dorand AR.1 puis de SPAD biplaces. La 45e escadrille séjourne au terrain de Grandvilliers/Sommereux du 26 avril au 14 juin 1918, avec ses Breguet XIV A-2, suivie de la 102e, du 26 avril au 9 septembre 1918, avec ses SPAD puis Breguet XIV. D'autres escadrilles stationnent également, plus ou moins longuement, sur ce terrain
La commune subit également un bombardement le 19 ou le 28 mai 1918, rue de Rouen, soulevant, selon les sources, un caisson d'artillerie ou une cuisine roulante et la projetant sur le toit d'une ferme,.
Au début de la Seconde Guerre mondiale, durant la Bataille de France, le bourg est très lourdement bombardé du 6 au 8 juin 1940. Un recensement daté de juillet 1940 indique 161 maisons complètement brûlées, 20 inhabitables, une quinzaine endommagées. Une partie des édifices publics (l'ancienne halle au blé, la salle des fêtes et l'hôtel de ville) sont détruits. Dès son retour, le maire, Frédéric Petit organise le logement des sinistrés, le remembrement et la reconstruction de la commune, qui débute avec des bâtiments provisoires dès 1942
Lors des combats de la Libération de la France, elle subit encore des bombardements en 1944, avant d'être libérée le 30 août 1944 par des soldats anglais du 44e RTR.
Grandvilliers est décorée de la Croix de guerre 1939-1945, qui lui a été remise le 30 août 1949, par le général Warabiot et en présence de la maréchale Leclerc, du conseiller général Weil-Raynal, du maire... La citation à l'ordre du régiment indique « Sévèrement meurtri de 1939 à 1944, bombardé et incendié volontairement en mai et juin 1940. A vu sa population réduite de 312 habitants, 250 foyers détruits, 50 civils blessés, 34 tués ou morts en déportation. Ses survivants, animés du plus ardent patriotisme et du plus grand mépris du danger, ont opposé une résistance héroïque sous toutes ses formes et de tous les instants à l'occupant. Centre stratégique important, a subi stoïquement les bombardements alliés. A pris une part très active à la Libération du territoire les 30 et 31 août 1944 »
La reconstruction débute de manière définitive en novembre 1948 et s'acheva en décembre 1954, et l'hôtel de ville est reconstruit en 1956.
Le 9 janvier 1985, 24 personnes meurent dans l'incendie qui ravage la maison de retraite ; datant de 1920, elle avait été inspectée récemment. Le président François Mitterrand vient sur les lieux dans la matinée, accompagné de Pierre Joxe et de Joseph Franceschi. Il revient en 1989 pour inaugurer la nouvelle maison de retraite.

## Politique et administration

La communauté de communes de la Picardie verte dans le département de l'Oise

### Rattachements administratifs et électoraux

#### Rattachements administratifs
La commune se trouve dans l'arrondissement de Beauvais du département de l'Oise.
Elle était depuis 1793 le chef-lieu du canton de Grandvilliers. Dans le cadre du redécoupage cantonal de 2014 en France, cette circonscription administrative territoriale a disparu, et le canton n'est plus qu'une circonscription électorale.

#### Rattachements électoraux
Pour les élections départementales, la commune est  depuis 2014 le bureau centralisateur d'un nouveau canton de Grandvilliers porté de 23 à 101 communes.
Pour l'élection des députés, elle fait partie de la  première circonscription de l'Oise.

### Intercommunalité
Grandvilliers est membre de la  communauté de communes de la Picardie verte , un établissement public de coopération intercommunale (EPCI) à fiscalité propre créé fin 1996  et auquel la commune a transféré un certain nombre de ses compétences, dans les conditions déterminées par le code général des collectivités territoriales.
Cette intercommunalité succédait notamment au SIVOM de Grandvilliers (23 communes, créé le 6 février 1965).

### Tendances politiques et résultats
Lors du premier tour des élections municipales de 2014 dans l'Oise, la liste DVD du maire sortant Jacques Larcher remporte la majorité absolue des suffrages exprimés, avec 940 voix (67,28 %, 20 conseillers municipaux élus dont 6 communautaire), devançant largement celle DVG menée par Daniel Delattre, qui a obtenu 457 voix (32,71 %, 3 conseillers municipaux élus dont 1 communautaire. Lors de ce scrutin, 33,29 % des électeurs se sont abstenus
Lors des élections municipales de 2020, seule la liste du maire sortant Jacques Larcher était candidate, et a donc remporté la totalité des 626 suffrages exprimés (23 conseillers municipaux élus, dont 6 communautaires), lors d'un scrutin marqué par la pandémie de Covid-19 en France où 65,06 des électeurs se sont abstenus et 5,89 % d'entre eux ont voté blanc ou nul.

### Liste des maires
| Période       | Période                      | Identité                                     | Étiquette    | Qualité |
| ------------- | ---------------------------- | -------------------------------------------- | ------------ | --- |
| 4 avril 1800  | 2 juin 1807                  | Charles Lenglier                             |              | Marchand à Feuquières Député du Tiers état aux États généraux de 1789 pour le bailliage d'Amiens du 4 avril 1789 au 30 septembre 1791, juré au tribunal révolutionnaire, receveur du district (impôts) |
| 1807          | 1814                         | Antoine Delamarre                            |              | Notaire et procureur fiscal, Député de l'Oise (1792 → 1793, An IV → 1797 et An VIII → 1803) |
| 1814          | 1819                         | Pierre Marie Augustin Beaurain de Gevescourt |              | Propriétaire |
| 1819          | 1824                         | Antoine Delamarre                            |              | Notaire et procureur fiscal, Député de l'Oise (1792 → 1793, An IV → 1797 et An VIII → 1803) |
| 1824          | 1825                         | Louis Nicolas Caudel des Zalleux             |              | Rentier et propriétaire |
| 1825          | 1848                         | François-Dorothée Thuillot                   |              | Receveur à cheval de la régie des droits réunis à la résidence de Chaumont Propriétaire d'une briqueterie                                                                                              |
| 1848          | 1853                         | Marie Pierre François Tavernier              |              | Propriétaire |
| 1853          | 1856                         | François-Dorothée Thuillot                   |              | Receveur à cheval de la régie des droits réunis à la résidence de Chaumont |
| 1856          | 1869                         | Étienne Sébastien Herve                      |              | Pharmacien |
| 1869          | 1870                         | Simon Vincent Halleur                        |              | Propriétaire |
| 1870          | 1889                         | Frédéric Bourdeaux                           |              | Propriétaire et marchand |
| 1889          | 1896                         | Victor Galippe                               |              | Pharmacien |
| 1896          | 1900                         | M. Éléonore Bocquet                          |              | Négociant et huissier |
| 1900          | 1904                         | Narcisse Dupuis                              |              | |
| 1904          | 1925                         | Eugène de Saint-Fuscien                      | Radical      | Conseiller général de Grandvilliers (1904 → 1935) |
| 1925          | 1947                         | Frédéric Petit                               |              | Exploitant d'une usine de tissage, Fondateur du club de football de l'Amiens AC |
| 1947          | 1948                         | Fernand Lemaire                              |              | |
| 1948          | 1977                         | Maurice Goré,                                |              | Quincailler Président de l'ass. synd. de reconstruction (en 1954) |
| 1977          | 1979                         | André Bourdon                                |              | |
| 1979          | mars 2001                    | Guy Bouvier                                  | DVD puis UMP | Artisan menuisier Conseiller général de Grandvilliers (1982 → 2008) |
| mars 2001     | janvier 2024                 | Jacques Larcher ,                            | DVD          | Directeur de la coopérative linière de Grandvilliers (retraité) Démissionnaire |
| janvier 2024, | En cours (au 5 février 2024) | Frédéric Douchet                             |              | Chef du bureau d'études Artémis retraité Ancien maire-adjoint de Beaussault |

### Distinctions et labels
Ville fleurie : une fleur attribuée 2008 par le concours des villes et villages fleuris, et la deuxième obtenue en 2015. La ville était candidate à une troisième fleur en 2018

### Politique de développement durable
Le premier projet d'écoquartier de Picardie, baptisé « Espace Chantereine », axé entièrement sur le développement durable et intégrant la démarche HQE (Haute Qualité Environnementale), a été lancé en 2007 par la commune sur 4,5 hectares situés à proximité de la gare, derrière la rue Eugène-de-Saint-Fuscien.
Conçu afin de minimiser l'impact sur l'environnement et réaliser des économies d'énergie, chaque parcelle de l'éco-quartier sera équipée d'une cuve de récupération d'eau de pluie (d'une capacité de 5 000 litres). Par ailleurs, un système de gestion des eaux par noues sera mis en place, un procédé plus économique et plus écologique, favorisant la biodiversité dans les espaces urbains.
« Nous prévoyons des promenades piétonnes, des places de parking, une mare paysagère et un paysagement haut de gamme. Mais pas seulement, au niveau des réseaux, ActurbA vise une évacuation naturelle des eaux pluviales. Le chauffage sera assuré par biomasse (lin). Sur chaque parcelle, nous enterrons une cuve de récupération d'eau de pluie de 5 000 litres. Outre les traditionnels réseaux d'eaux usées, EDF, eau potable et téléphone, l'éclairage est également installé par nos soins. Celui-ci sera également voué à l'écologie (basse consommation) ».
Les travaux du lotissement ont débuté le 30 janvier 2009 et sont actuellement[Quand ?] toujours en cours.
Le chauffage de ce quartier sera réalisé par le réseau de chaleur, créé en 2009 par la commune et exploité en régie. L'énergie est fournie par la biomasse de la coopérative Lin 2000 qui valorise ainsi ses déchets. Labellisé pôle d'excellence rurale, ce réseau de chaleur bénéficie de larges subventions d'investissements par l'État, le conseil général de l'Oise, la Communauté de communes de la Picardie Verte et l'ADEME. Ce réseau assurera également le chauffage des logements HLM de l'OPAC, de l'hôpital, de la piscine…
La commune a mené en 2018 avec l'association Chemins du Nord - Pas-de-Calais - Picardie un recensement de ses chemins ruraux afin de les aménager. Il en subsiste 18 km, dont 2 km de chemins bordés par une haie, 7 km bordés par des bandes enherbées, 1,46 km bordé par un talus, une faible longueur bordée d'arbres. Une partie des anciens chemins a disparu ou a été rétrécie, par extension de l'agriculture ou de l'urbanisation.

### Jumelages
- Athy (Irlande) depuis 2004[49]
Depuis le 1er juillet 2011, une délégation composée de membres de l'association, d'habitants d'Athy et de jeunes Français et Irlandais s'est rendue aux commémorations officielles du début de la bataille de la Somme.
En 2012 - La ville d'Athy commémore également les 800 ans de Grandvilliers : exposition de cartes postales anciennes de Grandvilliers (prêt des Ed. Delattre) au Heritage Center en mai et décoration de vitrines. En 2013, La Balad'Irlandaise (comité de jumelage Grandvilliers-Athy) fêtait les 10 ans de sa création et en 2014 serons fêtés les 10 ans de la signature de la charte de jumelage à Grandvilliers. (Balad'Irlandaise)
- Bockenheim an der Weinstraße (Allemagne) depuis le 1er septembre 1983
 En 2013, le jumelage a fêté ses 30 ans d'existence.

## Équipements et services publics

### Enseignement

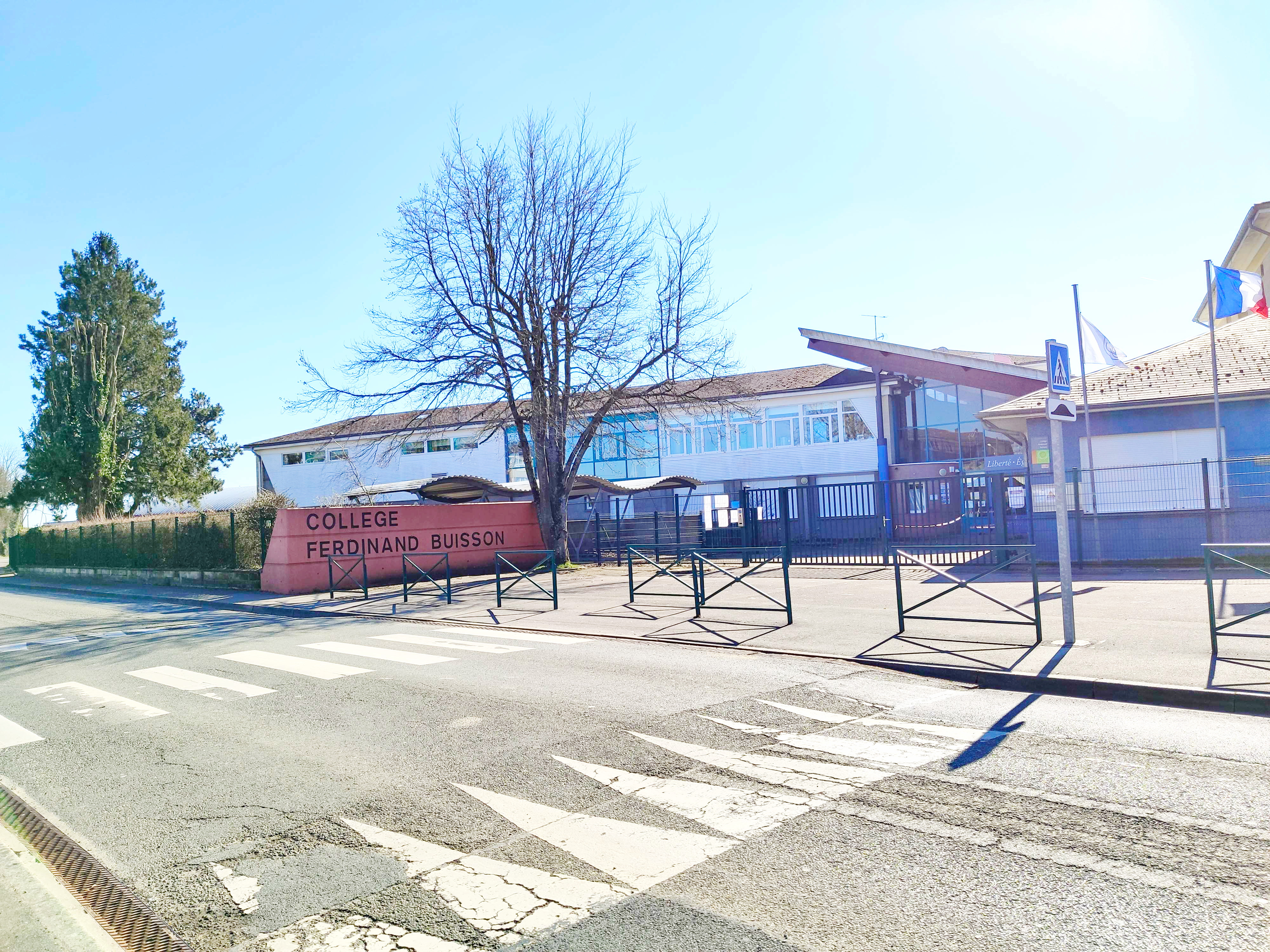
L'entrée du collège Ferdinand-Buisson.

- Le groupe scolaire Warabiot  scolarise à la rentrée 2022/2023 292 enfants, dans 5 classes maternelles et 9 primaires[50]
- Collège Ferdinand-Buisson[51]
- Lycée professionnel Jules-Verne, créé en 1993, forme 250 lycéens, dont, en 2022-2023, 22 élèves inscrits dans une classe de seconde générale[52].
- La cité des métiers, ouverte par la communauté de communes en octobre 2017, qui s'inscrit dans un partenariat avec la maison de l'emploi et de la formation du Pays du Grand Beauvaisis, Pôle emploi et la chambre de métiers et de l'artisanat de l'Oise, et qui permet d'offrir des services de formation et d'information à destination de publics variés : jeunes, scolarisés ou non, demandeurs d'emploi, salariés en reconversion[53]…

### Équipements culturels
- Centre culturel, dans une ancienne laiterie

### Équipements sportifs
- Piscine Océane de la communauté de communes, équipée d'un grand bassin, d'un toboggan, d'une baquette bouillonnante, d'une plaque à bulles, d'une pataugeoire pour les petits, d'un hammam et d'un sauna.
- La commune dispose de trois stades. Un dojo, qui accueille le club de judo, le comité des fêtes, la team cycliste et la team VTT, a été installé en 2023 dans les anciens locaux réhabilités de la caserne de popmpiers[54].

### Postes et télécommunications
La commune dispose d'un bureau de poste.

### Santé et solidarité
La commune compte en 2023 un cabinet médical, deux pharmacies...
Le  centre social rural du canton de Grandvilliers, créé à l'initiative de la Mutualité sociale agricole,  fête en 2023 ses cinquante années d'activité. Implanté dans une ancienne ferme propriété de l'intercommunalité, il est animé en 2023 par une équipe de 33 professionnels, 51 bénévoles actifs, 8 jeunes volontaires en service civique et rayonne sur un territoire de 315 km2 peuplé de 18 840 habitants,.
Un centre des Restaurants du Cœur est implanté à Grandvilliers les jeudis.

### Justice, sécurité, secours et défense
- Brigade de gendarmerie, qui anime la communauté de brigades de Grandvilliers.
- Confronté à une insécurité jugée préoccupante, la municipalité a décidé d'installer un système de vidéosurveillance dans la commune. Après une première expérience de trois caméras, un programme de 20 caméras sera installé en 2012/2013[58].

- Le centre de secours de sapeurs pompiers de Grandvilliers assure la protection de la population et des villages avoisinants. Il dispose de nouveaux locaux inaugurés en 2020 et réalise chaque année plus de 1 200 sorties en couvrant en premier appel 22 communes, soit le secours à une population de 10 000 habitants[59].

## Population et société

### Démographie

#### Évolution démographique
L'évolution du nombre d'habitants est connue à travers les recensements de la population effectués dans la commune depuis 1793. Pour les communes de moins de 10 000 habitants, une enquête de recensement portant sur toute la population est réalisée tous les cinq ans, les populations de référence des années intermédiaires étant quant à elles estimées par interpolation ou extrapolation. Pour la commune, le premier recensement exhaustif entrant dans le cadre du nouveau dispositif a été réalisé en 2004.

En 2022, la commune comptait 2 761 habitants, en évolution de −8,03 % par rapport à 2016 (Oise : +0,87 %, France hors Mayotte : +2,11 %).
| 1793  | 1800  | 1806  | 1821  | 1831  | 1836  | 1841  | 1846  | 1851  |
| ----- | ----- | ----- | ----- | ----- | ----- | ----- | ----- | ----- |
| 1 527 | 1 633 | 1 659 | 1 581 | 1 811 | 1 891 | 1 861 | 1 815 | 1 866 |

| 1856  | 1861  | 1866  | 1872  | 1876  | 1881  | 1886  | 1891  | 1896  |
| ----- | ----- | ----- | ----- | ----- | ----- | ----- | ----- | ----- |
| 1 776 | 1 777 | 1 741 | 1 640 | 1 715 | 1 700 | 1 751 | 1 645 | 1 647 |

| 1901  | 1906  | 1911  | 1921  | 1926  | 1931  | 1936  | 1946  | 1954  |
| ----- | ----- | ----- | ----- | ----- | ----- | ----- | ----- | ----- |
| 1 621 | 1 692 | 1 723 | 1 592 | 1 455 | 1 615 | 1 584 | 1 317 | 1 649 |

| 1962  | 1968  | 1975  | 1982  | 1990  | 1999  | 2004  | 2006  | 2009  |
| ----- | ----- | ----- | ----- | ----- | ----- | ----- | ----- | ----- |
| 2 118 | 2 350 | 2 661 | 2 690 | 2 761 | 2 893 | 2 988 | 3 060 | 3 055 |

| 2014  | 2019  | 2022  | - | - | - | - | - | - |
| ----- | ----- | ----- | - | - | - | - | - | - |
| 2 995 | 2 820 | 2 761 | - | - | - | - | - | - |

#### Pyramide des âges
La population de la commune est relativement âgée.
En 2018, le taux de personnes d'un âge inférieur à 30 ans s'élève à 33,0 %, soit en dessous de la moyenne départementale (37,3 %). À l'inverse, le taux de personnes d'âge supérieur à 60 ans est de 35,7 % la même année, alors qu'il est de 22,8 % au niveau départemental.
En 2018, la commune comptait 1 310 hommes pour 1 570 femmes, soit un taux de 54,51 % de femmes, largement supérieur au taux départemental (51,11 %).
Les pyramides des âges de la commune et du département s'établissent comme suit.
| Hommes | Classe d’âge | Femmes |
| ------ | ------------ | ------ |
| 1,8    | 90 ou +      | 4,3    |
| 10,9   | 75-89 ans    | 14,8   |
| 18,0   | 60-74 ans    | 20,8   |
| 19,8   | 45-59 ans    | 18,9   |
| 12,1   | 30-44 ans    | 11,7   |
| 19,6   | 15-29 ans    | 14,9   |
| 17,9   | 0-14 ans     | 14,5   |

| Hommes | Classe d’âge | Femmes |
| ------ | ------------ | ------ |
| 0,5    | 90 ou +      | 1,4    |
| 5,5    | 75-89 ans    | 7,6    |
| 15,6   | 60-74 ans    | 16,3   |
| 20,8   | 45-59 ans    | 20     |
| 19,4   | 30-44 ans    | 19,4   |
| 17,6   | 15-29 ans    | 16,2   |
| 20,6   | 0-14 ans     | 19,1   |

### Manifestations culturelles et festivités
Grandvilliers est connu pour sa brocante, qui a lieu le second dimanche de juillet. Elle regroupe, sur la quasi-totalité du bourg, 7 km de stands et plus de 1000 exposants. La qualité de certains exposants en font une des principales brocantes du Nord de la France, qui attire de nombreux brocanteurs européens (anglais, belges, hollandais, danois, allemands et irlandais).
Grandvilliers est renommé pour l'organisation d'un festival rock chaque troisième week-end de septembre, appelé Arthur's Day Festival. Cet évènement fédère un millier de festivaliers sur deux soirées, dans la salle des fêtes deu bourg.
Son marché du lundi date de l'Ancien Régime, ainsi que la foire de la Sainte-Cécile, foire traditionnelle aux bestiaux, qui a lieu le lundi suivant la Sainte-Cécile (12 novembre).
La 21e édition du salon des savoir-faire et des traditions s'est tenue du 19 au 21 novembre 2022
Le 24 octobre 2009, s'y sont déroulées les 1res rencontres européennes de la jeunesse organisées par le conseil général et la F.C.J.O (Fédération des comités de jumelage de l'Oise).

### Cultes
La paroisse catholique  Notre-Dame de Picardie Verte rayonne sur Grandvilliers et les villages avoisinants. Les messes ont principalement lieu à Formerie et Grandvilliers.

## Économie
- Usine de bitume fluxé et d'émulsion bitumineuse New Road,
- Centrale d'enrobé Enrobé +,
- Entreprise d'emboutissage Luchard Industries (équipementier automobile) (128 salariés en 2016, groupe GMD)[70],
- Mécanique SETO (Électrotechnique de l'Oise, 40 salariés),
- Négoce coopératif de produits pharmaceutiques Sogiphar (130 salariés);
- Supermarché Carrefour Market (60 salariés).
- Supermarché Intermarché, ouvert en 1995, et qui s'est déplacé à son emplacement actuel en 2016. En 2019, le magasin emploie 62 salariés. Son extension de 500 m² est rejetée en 2019 par la municipalité[71].
- Société coopérative agricole LIN 2000 assure le teillage et le peignage du lin (40 salariés).
- Linéa recherche en semence de lin.
- Artémis, bureau d'études et de maîtrise d'oeuvre en Voirie et Réseaux Divers, créé en Novembre 2002 assure une assistance aux collectivités (communes et communautés de communes) sur les départements de l'Oise, de la Seine-Maritime, de la Somme et de l'Eure.

La verrerie Saverbat, mise en redressement judiciaire en juillet 2012 et qui comptait alors 35 salariés, est liquidée en 2017, faute de repreneur agréé par le tribunal de commerce.

## Culture locale et patrimoine

### Lieux et monuments
- Église Saint-Gilles, inscrite à l'inventaire des Monuments historiques[73], a vu ses extérieurs récemment rénovés, avec notamment son portail sud du XIVe siècle. À l'intérieur se trouve une peinture de Besson datée de 1649, représentant l'Assomption de la Vierge[74]. Le maître-autel en marbre rouge et plomb doré, de la première moitié du XVIIIe siècle, proviendrait de l'abbaye de Beaupré[75]. Le portail sud est classé à l'inventaire des monuments historiques.
- Chapelle Saint-Jean, antérieure à 1543, désaffectée, elle était la chapelle de l'ancien cimetière de Grandvilliers, qui l'entourait avant la création de l'actuel cimetière. Il est envisagé de transformer en équipement culturel[76],[77].

- Sur la place Halleur, une des quatre fontaines de la commune établies vers 1830. Elle a été restaurée en 2004[44].
- L'aire de loisirs, qui comprend deux étangs de pèche ainsi que des aménagements pour les familles[24].

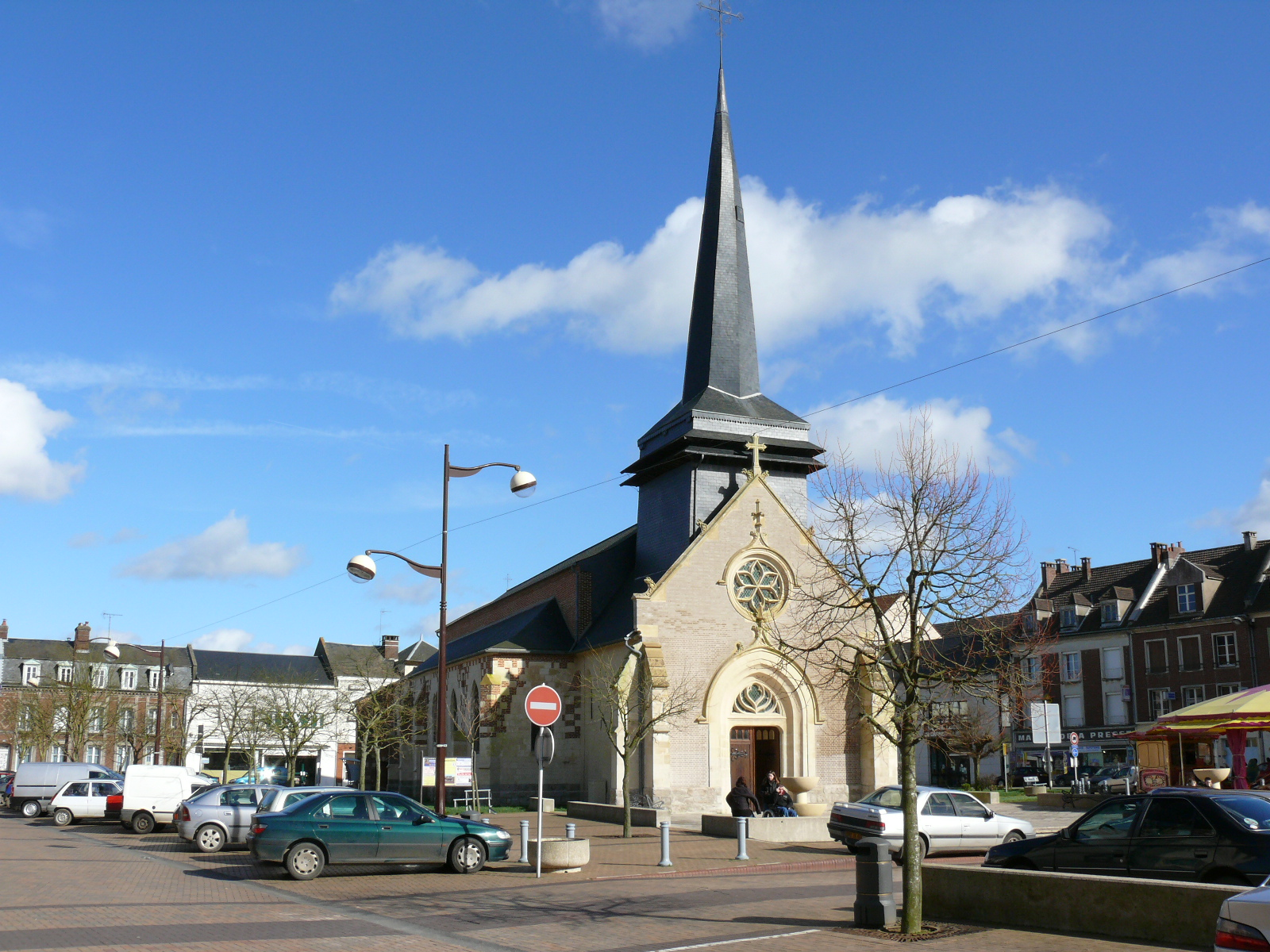
L'église Saint-Gilles et la place
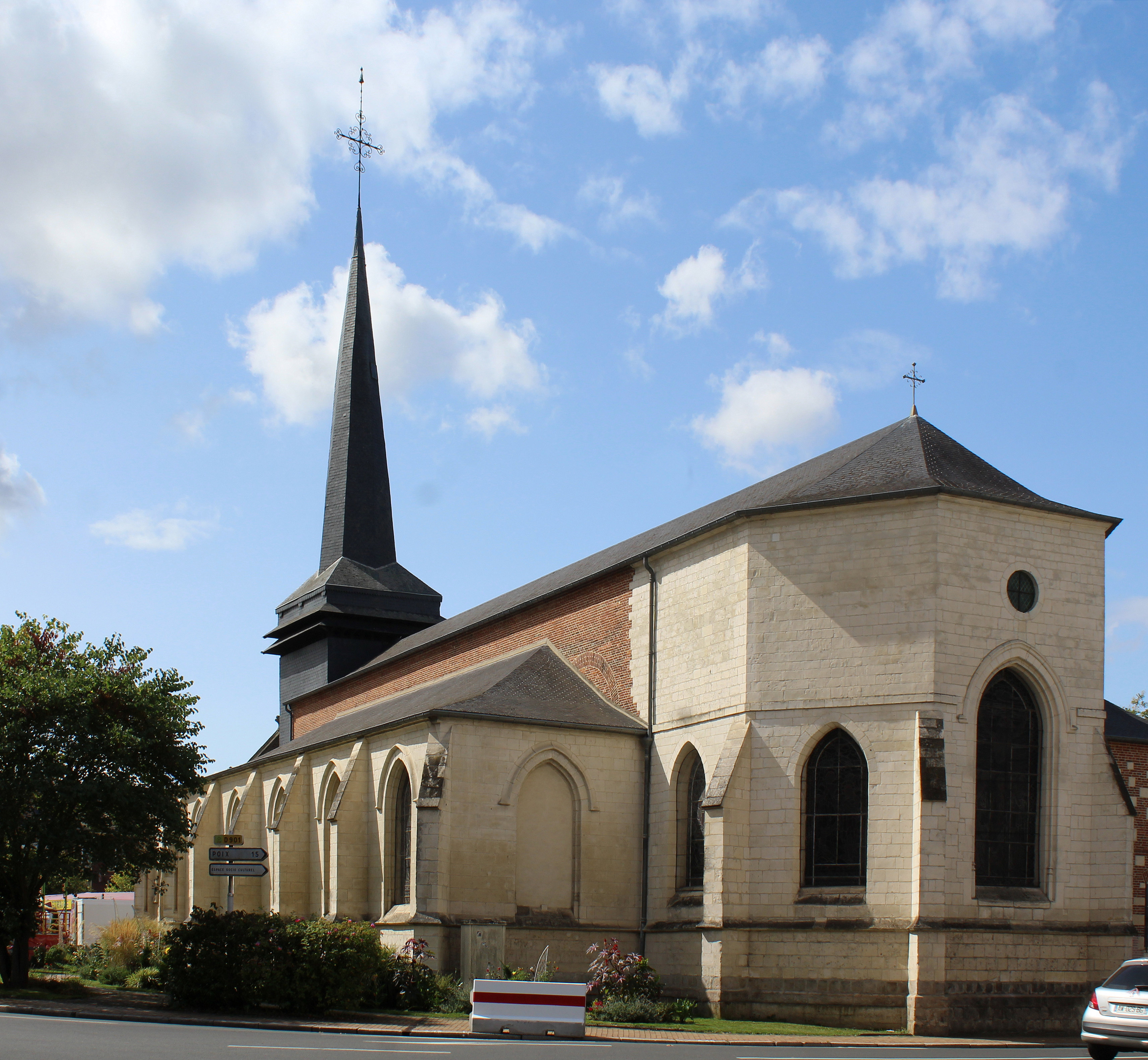
Chevet de l'église
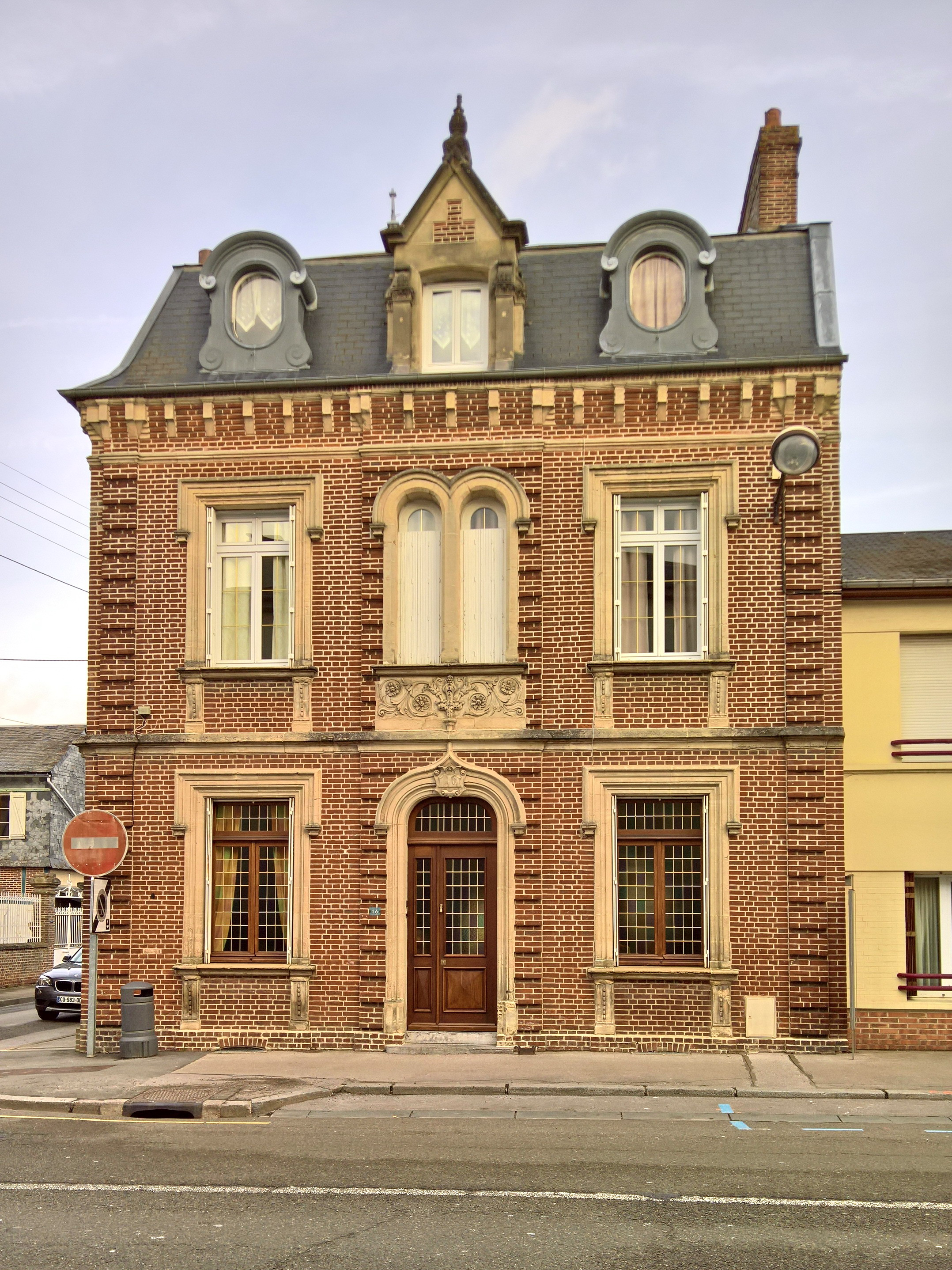
Maison bourgeoise, rue du Général Leclerc.
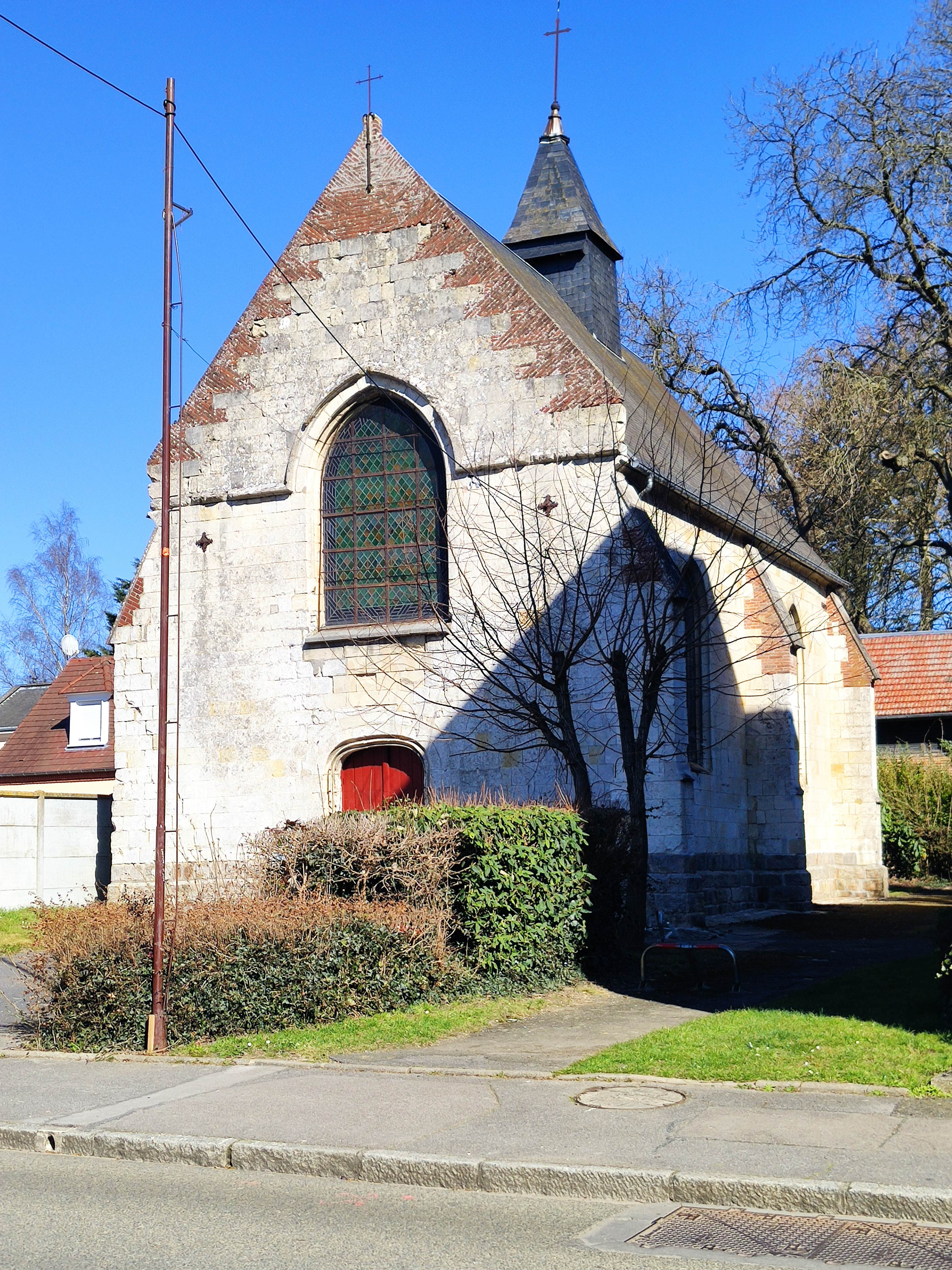
La chapelle Saint-Jean
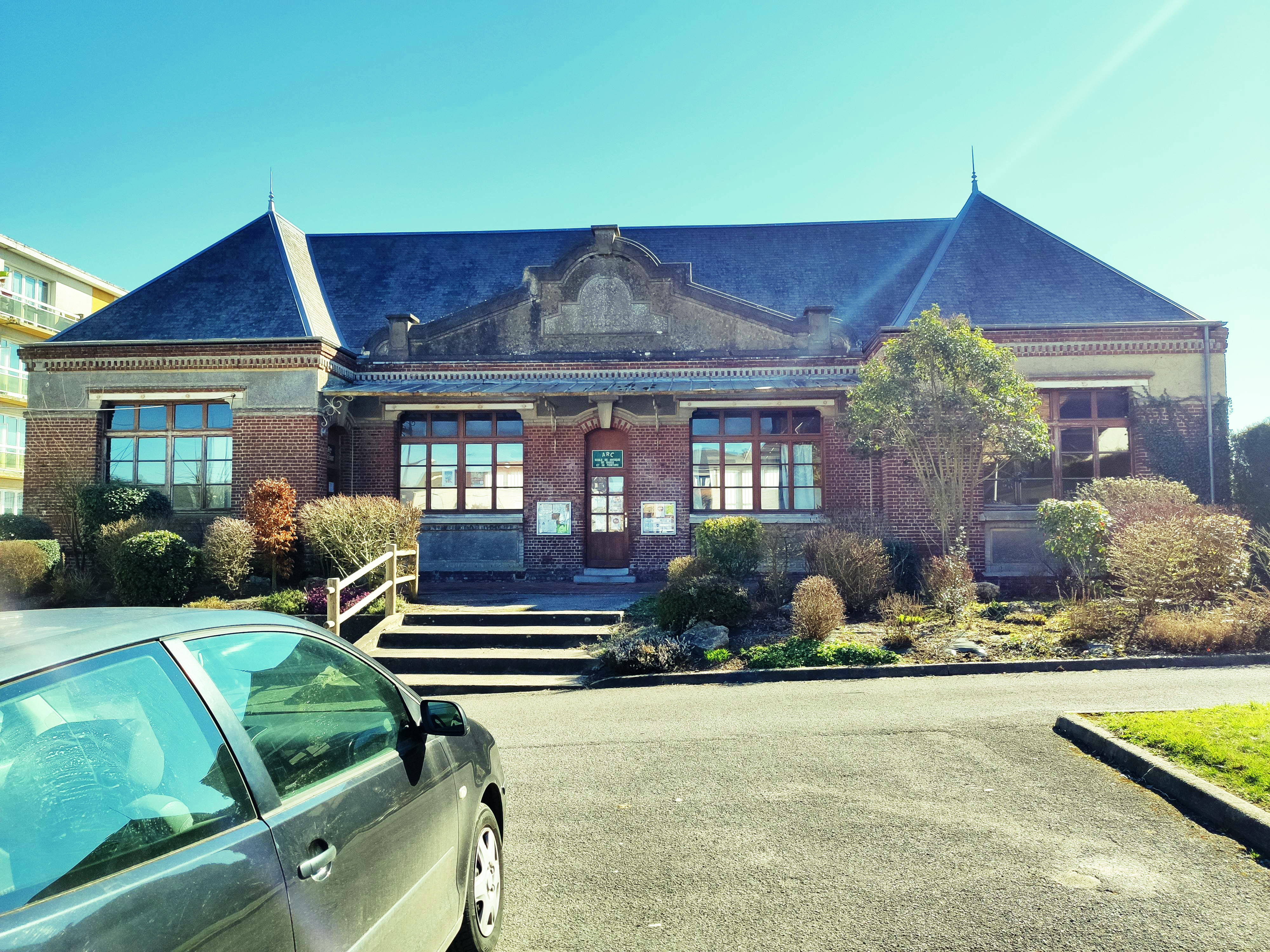
L'ancienne école des filles
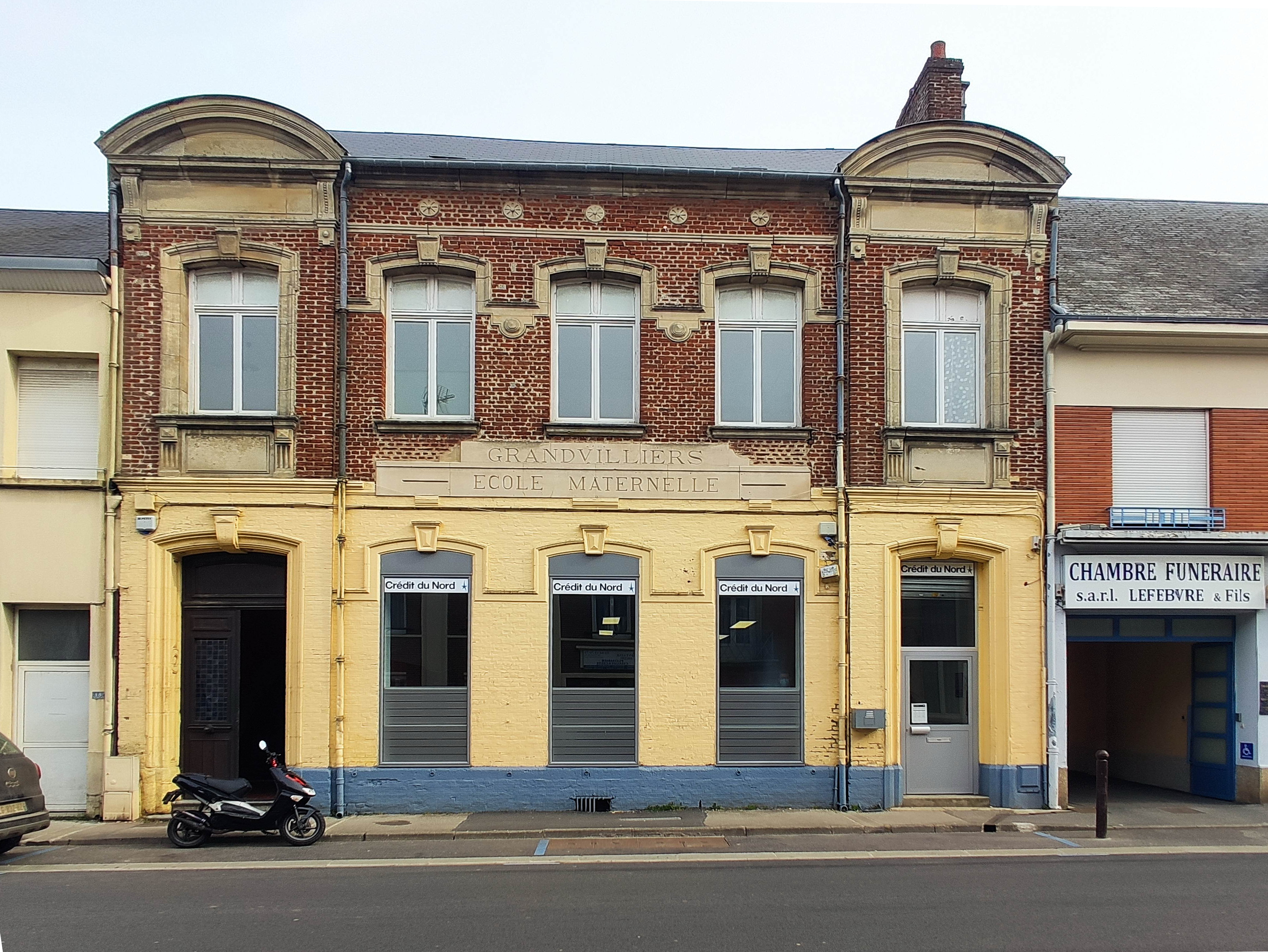
L'ancienne école maternelle

### Personnalités liées à la commune

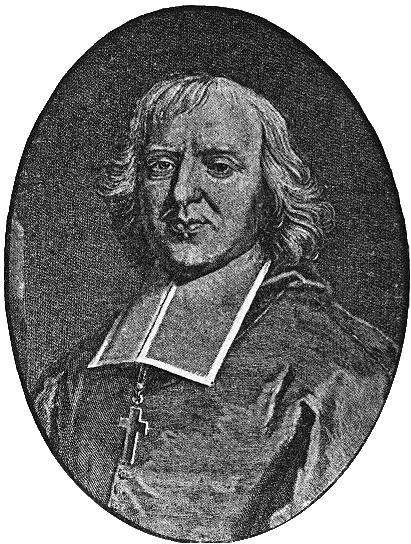
Bossuet.

Buste du général Warabiot par Léon Lamotte, sculpteur.

- Bossuet (1627-1704), abbé de Saint-Lucien et seigneur-patron de Grandvilliers.
- Pierre-Antoine Marteau (1706-1770), médecin né à Grandvilliers, publie en 1748 un traité sur la chaleur et en 1770 un traité sur l'analyse des eaux minérales.
- Charles Buteux (1719-?), peintre à la manufacture de Chantilly puis à Sèvres, né à Grandvilliers[78].
- Étienne Nicolas de Calon (3 octobre 1726 à Grandvilliers - 4 juin 1807 à Paris), député à la Convention, né à Grandvilliers, chevalier de Saint-Louis en 1789[79]. Il fit don à sa ville natale d'un cachet représentant son blason armorié, qui est depuis le blason de la ville.
- Antoine Delamarre[29], né le 3 février 1756 à Saint-Thibault - mort à Grandvilliers le 10 février 1824, député de l'Oise à la Convention.
 Il est nommé maire de Granvilliers en 1807. Cet homme juste et avisé œuvra pour le développement de nombreuses productions agricoles et d'élevages à Granvilliers, comme à Arras et à Lille ; productions qui subsistent encore de nos jours. Il aimait rappeler « rien n'est pire que ceux qui ne mangent pas à leur faim », sa propriété subsiste encore à Grandvilliers, devant laquelle une plaque commémorative rappelle cette période.
- François Louis Suleau (1757-1792), Journaliste et avocat né à Grandvilliers, partisan dévoué de la royauté, il meurt le 10 août 1792, sa tête placée au bout d'un pique est portée en triomphe dans tout Paris.
- Victor-Amédée Le Besgue (1791-1875), mathématicien né à Grandvilliers, le fils d'un commissaire près le tribunal du district de Grandvilliers, il a travaillé sur la théorie des nombres.
- Général Henri Saget[80], né à La Flèche le 20 juillet 1824, officier topographe qui contribua à la réalisation de la carte d'état-major, quitta l'armée en 1886 avec le grade de général de brigade, fut élu conseiller général du canton de Grandvilliers puis président du conseil général de l'Oise (1886-1890). À ce titre, il contribua à faire passer la ligne de chemin de fer Paris - Beauvais - Le Tréport/Mers par Grandvilliers. La ville commémore son action en donnant le nom d'avenue Général-Saget à la rue qui conduit à la gare. Son buste ornait la Place Barbier de 1878 à la Seconde Guerre mondiale, époque où son métal a été récupéré par les Allemands[81].
- Eugène Blot (1830-1899), sculpteur, est né et est mort à Grandvilliers.
- Victor Galippe (1848-1922), microbiologiste et médecin français, est né à Grandvilliers.
- Georges Lucien Vacossin (es), sculpteur né à Grandvilliers le 1er mars 1870, décédé le 31 août 1942. Une rue de la commune porte son nom.
- Eugène de Saint-Fuscien, médecin, maire en 1904, conseiller général, son action pendant la Première Guerre mondiale lui vaut la Croix de guerre de la ville. Confronté à la misère, il s'attaque aux fléaux sociaux. Il perfectionne l'hôpital et l'hospice de Grandvilliers[24].
- Général Louis Warabiot[22], né à Grandvilliers le 5 novembre 1893, commandeur de la Légion d'honneur[82], combattant des deux guerres mondiales, ancien de la 2e DB, ancien vice-président du conseil général de l'Oise.

### Héraldique
| Blason de Grandvilliers (Oise) | Blason  | D'or aux trois bande d'azur, au chef d'argent chargé d'une fleur de lys de gueules accompagnée de deux fer de pique d'azur. |
| Blason de Grandvilliers (Oise) | Détails | Le statut officiel du blason reste à déterminer.                                                                            |

## Pour approfondir